# Historia del Archipiélago de San Andrés, Providencia y Santa Catalina

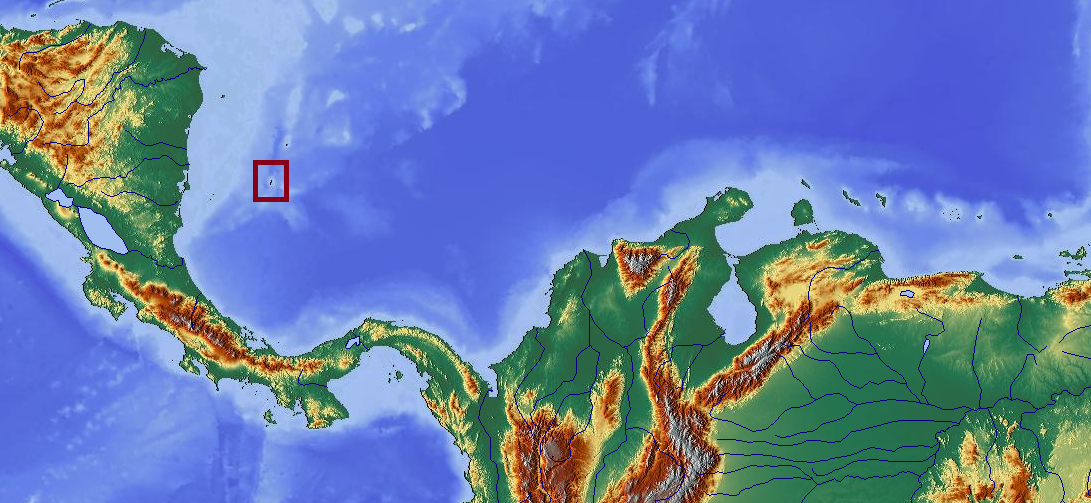
Ubicación de las islas, cayos y bancos que componen el Archipiélago de San Andrés y Providencia

La historia del departamento colombiano del Archipiélago de San Andrés y Providencia se refiere a los acontecimientos que se han desarrollado en dichas islas en fecha posterior a 1502. Numerosos pueblos han contribuido al moldeamiento de la cultura raizal del archipiélago: africanos, británicos, escoceses, neerlandeses, irlandeses, franceses, españoles y colombianos. En especial tres personajes han tenido que ver con su historia de manera muy particular: el pirata Henry Morgan, quien hizo de las islas comando central de sus actividades de piratería en el mar Caribe; el primer gobernante español (hijo de padres irlandeses), Tomás O'Neille, y el francés Luis Aury, quien apoyó desde las islas las causas independentistas en toda la cuenca del Caribe, desde Texas hasta la actual Colombia. La historia demuestra entonces la importancia estratégica de las islas en la región del Caribe occidental.

## Época precolombina
La pequeña proporción de terrenos habitables en las islas, apartados más de cien leguas de las costas continentales centroamericanas y la complicada navegación, a través de esas aguas tormentosas, en embarcaciones primitivas, impidieron que en la época precolombina, se desplazaran a esos territorios algunas tribus que establecieran poblados en su jurisdicción. La primera vez que europeos avistaron y visitaron el Archipiélago de San Andrés y Providencia fue, al parecer, durante el primer viaje que Colón realizó al Nuevo Continente, en 1492 y desde entonces se le consideró parte de la extensa región denominada Provincia de Veraguas. En 1595, el gobierno de España impartió la orden de fortificar la isla de Santa Catalina y ya en 1660 era un fuerte con tropas permanentes para defenderlo.

## Colonización

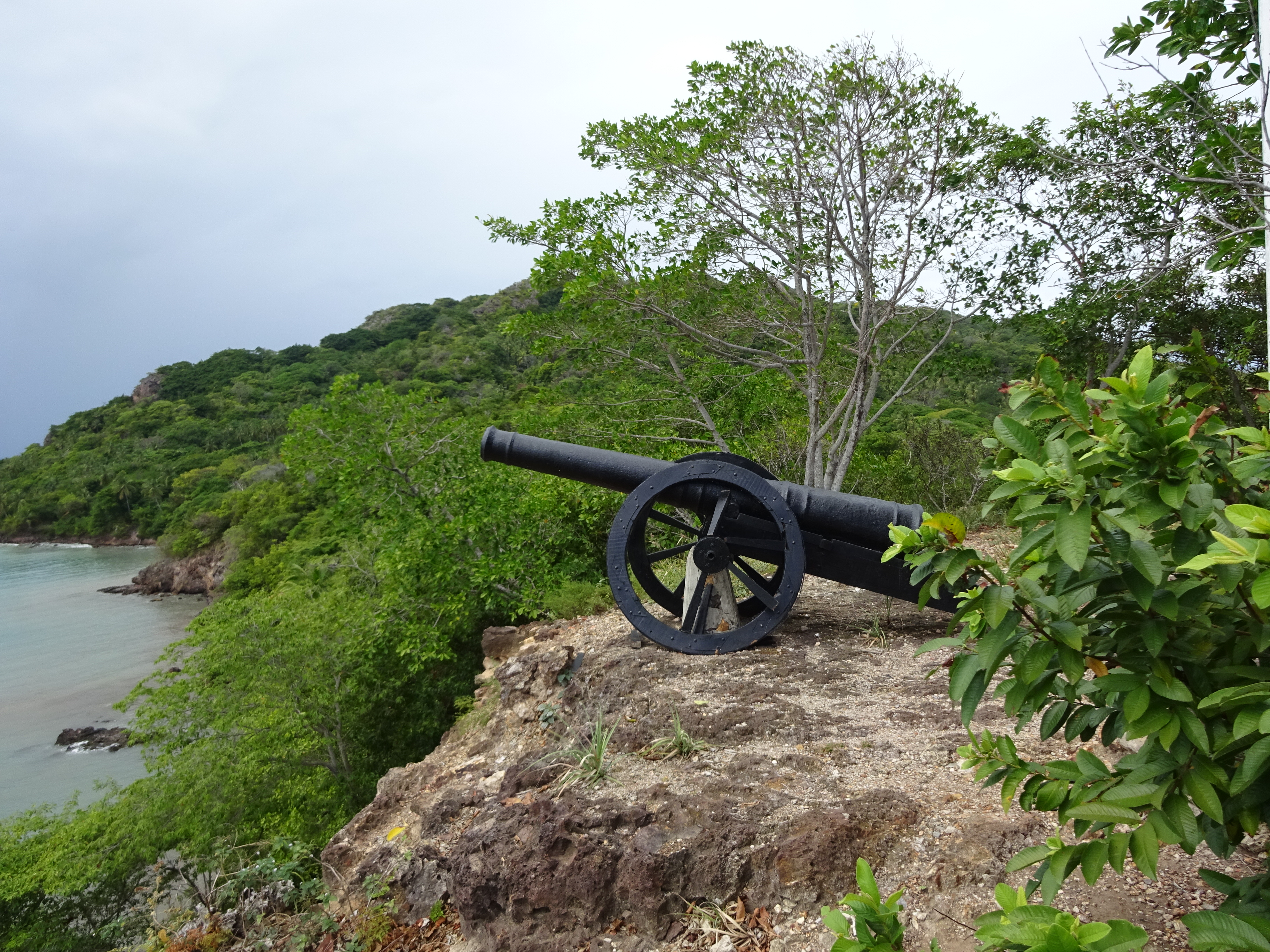
Cañón del Fuerte Morgan en Santa Catalina

También es probable que las islas hayan sido visitadas por Cristóbal Colón durante su cuarto viaje en 1502 en el cual descubrió las costas de Honduras, Nicaragua, Costa Rica y el Golfo de Urabá, pero no existen evidencias que confirmen ese dato. En 1510 España tomó posesión oficial de las islas. Sin embargo, no promovió asentamientos en ellas por su tamaño, siendo su prioridad la exploración y asentamiento de áreas continentales. Las islas se pusieron bajo la administración de la Real Audiencia de Panamá, pero en 1544 la Corona las transfirió a la jurisdicción de la Capitanía General de Guatemala. El archipiélago aparece por primera vez en una Carta Universal de autoría anónima del año 1527 y en el Mapa de Rotz de 1542. 

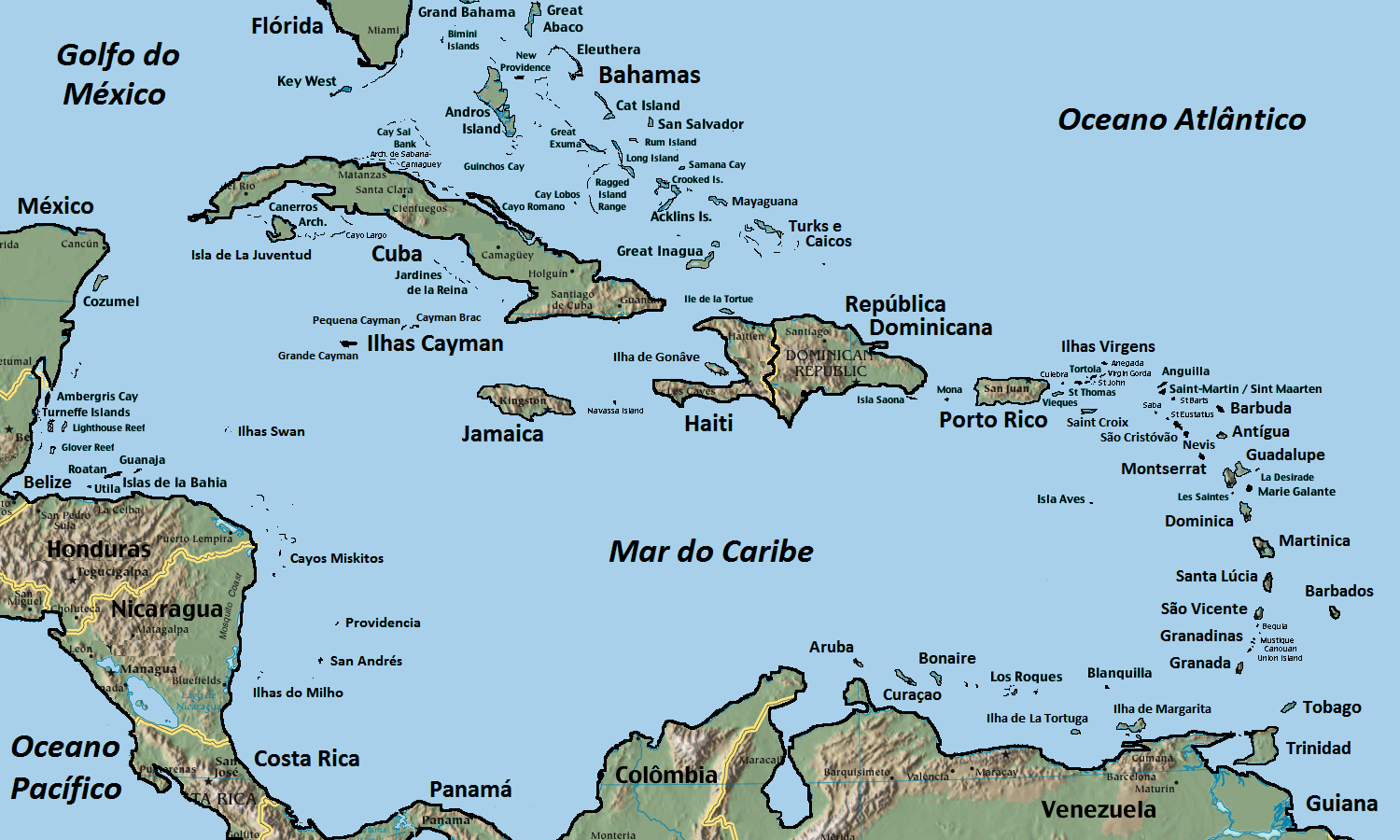
Mapa del mar Caribe

Los primeros asentamientos europeos en el archipiélago datan de 1629 o 1630 propiciados por la inglesa Compañía de la Isla de Providencia. Se trataba de colonos ingleses que llegaron de Bermudas y Barbados y que se asentaron en Santa Catalina y Providencia. Otros procedían de Saint Kitts y de las islas Turcas y Caicos. En San Andrés ya existían asentamientos de agricultores, marineros, comerciantes y corsarios holandeses. Eran bases militares o refugios de piratas, desde donde atacaban puertos o ciudades del Imperio español y que por su tamaño España no había colonizado. La colonización inglesa la dirigió una empresa británica, y no el propio Estado. La empresa se llamaba Company of Adventurers of the city of Westminster for plantation of the islands of Providence or Catalina, Henrietta or Andrea and adjacent islands lying upon the coast of America. En 1631 llegó otro grupo de colonos procedentes de Escocia e Inglaterra en el barco Seaflower y también llevaron a las islas los primeros esclavos africanos.
En el siglo XVII España reclamó la soberanía de las islas, ocupada ilegalmente según los españoles por británicos y holandeses, y en 1641 y 1670 tomó control de la isla de Providencia. Esto hizo que los colonos ingleses y escoceses se dispersaran por otros archipiélagos del Caribe, incluida Saint Kitts, Trinidad y Tobago, y las islas Caimán. También se dispersaron a Mosquitia y se instalaron en pequeñas colonias británicas del litoral Caribe, entre la ciudad de Colón y Belice.

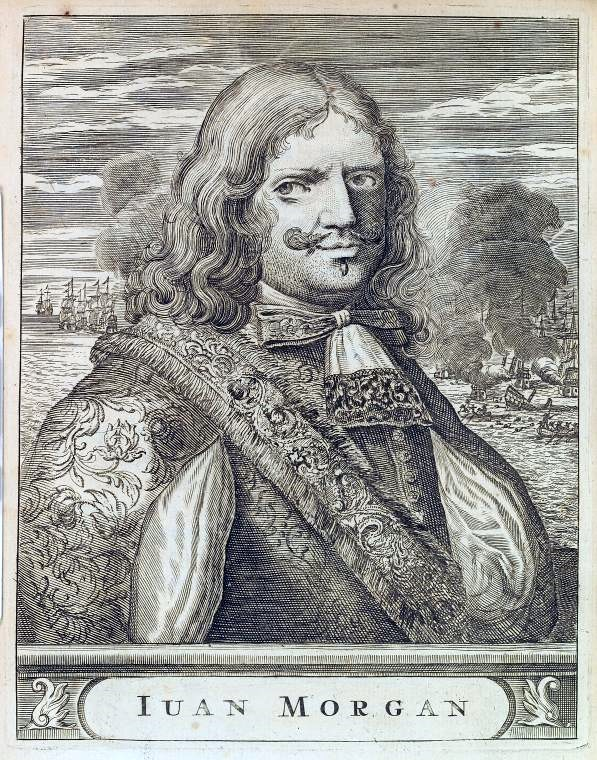
Sir Henry Morgan o el Pirata Morgan, tuvo sus bases militares en San Andrés, con el respaldo del gobernador de Jamaica y la Corona británica en contra de España

Entre 1670 y 1680 el archipiélago fue visitado por el famoso corsario Henry Morgan (conocido popularmente como el Pirata Morgan) y por el holandés Eduard Mansvelt, quienes tendrían su base de operaciones en San Andrés. Morgan era de Gales en donde nació posiblemente en 1635. Murió en Jamaica en 1688. Uno de los piratas más activos de la época, alternó sus actos de piratería con funciones al servicio de la Corona inglesa en todo el Mar Caribe. Su nombre está asociado a ataques marítimos contra posesiones españolas en Santiago de Cuba, Puerto Príncipe, Maracaibo, Portobelo, Santa Marta y Panamá. 
En 1775 la Capitanía General de Guatemala encargó al teniente Tomás O´Neille la misión de expulsar a los ingleses y holandeses del archipiélago, bajo autoridad del virrey Antonio Caballero y Góngora. O'Neill había nacido en Canarias, pero era de padres irlandeses. Se alistó de joven en la Marina Española y vivió nueve años en Cartagena de Indias. La producción y exportación de algodón estaba en su auge y España decidió retomar las islas ocupadas por colonos extranjeros. Las relaciones entre España e Inglaterra mejoraron unos años más tarde y en 1786 se firmaron tratados que exigían la salida de todos los súbditos ingleses de Mosquitia y de los territorios adyacentes. Estos acuerdos fueron supervisados por O´Neill, que fue nombrado gobernador en 1790. Muchos salieron, pero la mayoría pidió permanecer a cambio de hacerse súbditos de la Corona de España. La administración de O'Neill fue favorable a los isleños porque era el primer gobernador español que hablaba su idioma, por su origen irlandés. 
Más tarde, el mismo O'Neill solicitó que el archipiélago se pusiera bajo la jurisdicción del Virreinato de Nueva Granada. Las islas comenzaron a tener mayor relación comercial con Cartagena de Indias que con Guatemala a partir de 1788, cuando el virrey Caballero y Góngora concedió la licencia comercial con el puerto suramericano. Por su parte, el consentimiento real de que los ingleses y holandeses permanecieran en las islas a cambio de su vasallaje a la Corona española llegó en 1792 y la condición de convertirse a la fe católica. La real orden recomendaba además que algunas familias españolas se asentaran en las islas.
El 20 de noviembre de 1803 la Corona española emitió una cédula real por medio del virrey Caballero y Góngora en la cual pone al archipiélago de San Andrés y la parte de Mosquitia desde el Cabo Gracias a Dios hasta el río Chagres bajo jurisdicción militar de la Real Audiencia de Santa Fe de Bogotá y concedió al gobernador Tomas O'Neill un sueldo de 2.000 pesos fuertes anuales.

## Durante las guerras de independencia
La Guerra de la Independencia cuyos acontecimientos se desarrollaron durante las dos primeras décadas del siglo XIX, tuvieron al Mar Caribe como uno de los escenarios principales y atrajeron numerosos enemigos tradicionales de España prontos a apoyar las causas independentistas de las antiguas colonias hispánicas. Mientras el gobierno del Virreinato de Nueva Granada, expulsado de Santa Fe después de 1811 se traslada a Panamá, las islas que hasta entonces seguían leales a la Corona española continuaron sus relaciones comerciales y de autoridad con la sede colonial provisional que, sin embargo, perdía rápidamente la capacidad de controlar los incendiarios avances de la emancipación de las Américas españolas. Por esta razón regresaron los corsarios ingleses, esta vez aliados de las causas independentistas a partir de 1816 e invadieron y saquearon a San Andrés.
Entre 1818 y 1821 haría aparición otro personaje familiar a la historia del archipiélago, el francés Luis Aury (1788 - 1821), quien se puso al servicio de las tropas de Simón Bolívar, aunque sus relaciones con este no fueron las mejores. Aury, quien había participado en diferentes luchas en contra del Imperio español en Florida, México, La Española, Venezuela y Colombia, dominó el archipiélago en 1817 y lo convirtió en base militar de defensa contra las tropas españolas de reconquista. Con él a su cargo, las islas tienen un gran dinamismo comercial a costa del ataque a embarcaciones españolas e intentó en vano construir buenas relaciones con Bolívar. Murió accidentalmente al caerse de su caballo en 1821, pero fuentes no confirmadas dicen que vivió en Cuba hasta 1845. 

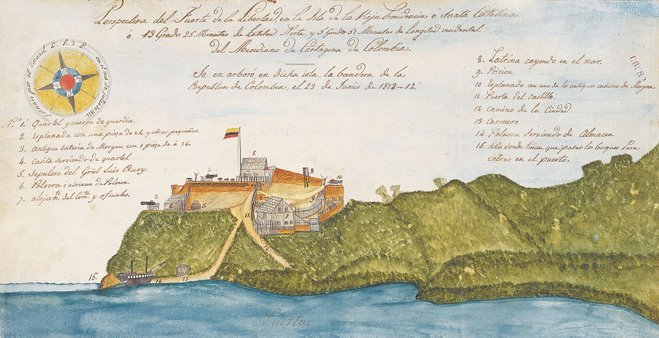
Fuerte del pirata francés Luis Aury en la isla de Providencia en donde estuvo entre 1818 y 1821. El dibujo fue hecho por su secretario de estado, Luis Perú de Lacroix

El general Francisco de Paula Santander es el primero en defender los derechos soberanos de la nueva nación sobre el archipiélago en 1821 y sobre esta base se izó la bandera de Colombia el 23 de junio de 1822 y los cabildos de San Andrés y Providencia firmaron su adhesión a la Constitución de Cúcuta después de la visita de Luis Perú de Lacroix quien visitó las islas en nombre del gobierno de la República de Colombia. Dicho acto no fue del parecer de las Provincias Unidas de América Central que desde entonces no reconocieron la soberanía colombiana sobre las mismas. Por su parte, Colombia protestó ante las Provincias Unidas por la ocupación de Mosquitia, a la que consideraba integrante de su territorio en virtud de la Cédula Real de 1803. Las cinco islas principales se convirtieron en el Sexto Cantón de la Provincia de Cartagena de Indias en 1822. Una guerra civil de las Provincias Unidas de América Central llevó a su disolución y a la creación de Nicaragua, la que heredaría la reclamación por las islas en las décadas sucesivas.

## De 1912 a 1991
En 1912 y tras una intensa campaña dirigida por Francis A. Newball desde el periódico The Searchlight (El Faro), fue aprobada la ley 52 del 26 de octubre, que creó la Intendencia de San Andrés y Providencia, como territorio nacional separado del Departamento de Bolívar, del cual formaba parte.
Por su parte, inestabilidades políticas en Nicaragua motivaron una intervención militar de los Estados Unidos en 1912 que tenían intereses económicos en el país. Los Estados Unidos reclamaron además los cayos de Roncador, Serrana y Quitasueño que forman parte del Archipiélago de San Andrés y Providencia. La intervención estadounidense se haría efectiva hasta 1925. Una sublevación dirigida por el general Mena y apoyada por el general Benjamín Zeledón, motivó una nueva intervención militar entre 1926 y 1933. En dicho contexto, los gobiernos de Colombia y Nicaragua celebraron el 24 de marzo de 1928 el tratado en el cual el país suramericano reconocía a Nicaragua la soberanía sobre Mosquitia y el país centroamericano reconocía la soberanía de Colombia sobre el Archipiélago de San Andrés, Providencia y Santa Catalina. El Tratado fue firmado en Managua por José Barcenas Meneses, subsecretario de relaciones exteriores de Nicaragua y por Manuel Esguerra, enviado extraordinario de Colombia, motivo por el cual el documento es conocido como Tratado Esguerra-Bárcenas. Dentro del Tratado no se incluyeron los cayos de Roncador, Serrana y Quitasueño por estar en litigio entre Colombia y Estados Unidos. Se estableció además que el meridiano "82° Oeste" era el límite occidental del archipiélago.
El 5 de mayo de 1930 en Managua, Manuel Esguerra de Colombia firmó con Julián Irias, ministro de relaciones exteriores de Nicaragua, un protocolo en el cual ambas naciones ratificaban el Tratado Esguerra-Bárcenas. Desde entonces el asunto se dio por terminado, hasta que fue reabierto en 1980.
El gobierno del general Gustavo Rojas Pinilla declaró a San Andrés Puerto libre en 1953, lo cual transformaría la isla en centro comercial y turístico. Ello también motivó la llegada de numerosas personas procedentes de la Colombia continental. Los conflictos políticos que vivió el país durante las siguientes décadas del siglo XX no tuvieron al archipiélago como espacio directo, sin embargo, se aumentó considerablemente el número de migrantes del continente a las islas y el fortalecimiento de las mafias de la droga del interior del país utilizaron no pocas veces a San Andrés como un centro de operaciones ideales para sus actividades ilícitas de tráfico de narcóticos hacia los Estados Unidos, especialmente a partir de la década de los 70. Por su parte, los jóvenes sanandresanos comenzaron a ir a la Colombia continental o a otros países del Mar Caribe en búsqueda de mejores oportunidades de estudio o empleo. El carácter distintivo de la cultura raizal de las islas, con su propio dialecto e identidad antillana, ha sido no pocas veces visto como factor cultural en peligro.
En 1972 los Estados Unidos renunciaron a sus pretensiones sobre los Cayos Roncador, Serrana y Quitasueño, por lo cual Colombia ejerce la soberanía de los mismos como parte del archipiélago. El advenimiento del gobierno sandinista en Nicaragua, hizo que del presidente Daniel Ortega declarara en 1980 que el Tratado Esguerra-Barcenas de 1928 era nulo sobre la base de que entonces su país estaba bajo ocupación militar estadounidense. Ortega anunció que llevaría el caso ante la Corte Internacional de Justicia de La Haya para probar que el archipiélago correspondía a la soberanía de su país. Ortega decía también que tanto el Tratado de 1928 como el Protocolo de ratificación de 1930 habían sido hechos bajo presión estadounidense debido a que el país norteamericano quería dar como donativo la soberanía del Archipiélago de San Andrés a Colombia como una manera de compensar la pérdida de Panamá de 1903. Ante esto, Colombia ratificó la validez de los tratados.
La nueva Constitución de Colombia de 1991 estableció un nuevo ordenamiento territorial para el país, eliminando las llamadas Intendencias, Comisarías y Territorios nacionales y creando nuevos departamentos. De esa manera las islas fueron decretadas a partir de ese año como Departamento Archipiélago de San Andrés, Providencia y Santa Catalina. La misma Constitución garantizaba la promoción y protección de las manifestaciones culturales étnicas que reconoce a un país diverso, garantiza la validez de los dialectos en el territorio colombiano en donde estos son hablados y establece la libertad de cultos, legislación que benefició jurídicamente a la cultura raizal. En 2001 la Unesco declaró al archipiélago "Reserva de Biósfera de Flora Marina".

## Reclamación de Nicaragua
El 4 de febrero de 1980, el presidente Daniel Ortega declaró ante la comunidad internacional que declaraba nulo y sin validez el Tratado de 1928 y reclamó la soberanía sobre el Archipiélago de San Andrés. En 1998 el presidente Ortega renunció a la posibilidad de un acuerdo directo con Colombia y anunció la intención de llevar el caso a la Corte Internacional de Justicia de La Haya.
El 6 de diciembre de 2001 el gobierno de Nicaragua presentó oficialmente una demanda ante la Corte Internacional de Justicia, reclamando la soberanía sobre el Archipiélago y alegando que Colombia no tenía ningún título legal de soberanía sobre el área. Nicaragua pidió a la Corte que se pronunciara sobre la soberanía de las islas de San Andrés, Providencia y Santa Catalina, sobre la soberanía de los Cayos Roncador, Serrana y Quitasueño y sobre la delimitación de áreas marinas y submarinas entre los dos países. Nicaragua reivindicó su derecho a las islas sobre la base de la Convención de Derecho del Mar: 

"Nicaragua está absolutamente respaldada en sus derechos por toda la evolución del derecho contemporáneo del mar. La Convención de Derecho del Mar establece de una manera clara y categórica que los Estados tienen derecho a una zona económica exclusiva de doscientas millas y a una plataforma continental que puede llegar a las 350 millas náuticas en condiciones especiales. Colombia nos tiene retenidos en ese muro de contención a escasas 66.1 millas náuticas. Es decir, Nicaragua está perdiendo una Nicaragua en el mar".

En 2003 Colombia presentó ante la Corte las "excepciones preliminares", rechazando los argumentos nicaragüenses. En aquellas, Colombia sostuvo que el Tratado de 1928 y el Protocolo de 1930 eran legales y que después del retiro de las tropas estadounidenses de Nicaragua en 1933 el gobierno de ese país no había cuestionado la validez de los Tratados. Por otra parte, si Nicaragua declaraba nulos los instrumentos de 1928 y 1930, tendría que declarar nulos también todos los demás tratados que este había celebrado también durante las diferentes ocupaciones militares estadounidenses. Por otra parte, Colombia alegó que siempre había estado en posesión del archipiélago, de manera que no se trataba de una invasión, algún tipo de colonia u otro acto arbitrario, mientras que Nicaragua, como país independiente, nunca había estado presente en el archipiélago. En definitiva, Colombia también objetó la jurisdicción de la Corte para dirimir sobre una cuestión que ya estaba resuelta desde 1928, reiterada en 1930 y confirmada en el Pacto de Bogotá de 1948.
La Universidad Militar de la Nueva Granada presentó un completo estudio sobre el caso en febrero de 2002 en el cual se dice que "no existe controversia alguna en materia de límites marítimos y mucho menos de soberanía sobre el Archipiélago de San Andrés" y por lo tanto se trata de "una reclamación" y no de un "diferendo". Al argumento de que el archipiélago se encuentra sobre placa continental nicaragüense, la Universidad advierte: 

Por otra parte, desde el punto de vista geográfico, está claramente demostrado en los mapas y estudios de la National Geographic y de la Armada Nacional colombiana, que el Archipiélago de San Andrés, está conformado por una cordillera submarina totalmente independiente y separada de la plataforma continental geográfica de Nicaragua; por consiguiente, este argumento carece de sustento jurídico y geográfico

.
Sobre la nulidad unilateral del Tratado de 1928 sobre la base de la ocupación militar estadounidense, dice el documento:

Por otra parte, la presencia de los Estados Unidos en Nicaragua, obedeció a una petición del propio Gobierno nicaragüense para enfrentar la insurrección armada de Augusto César Sandino y en tal virtud, jamás esa presencia tuvo que ver con el Tratado Esguerra–Bárcenas, el cual se negoció en un ambiente ausente de presiones externas que hubiesen podido afectar los intereses de las partes.

El tratado Esguerra-Barcenas en ningún momento fija fronteras marítimas Internacionales, solamente indico que el archipiélago de San Andrés no podía extenderse mas allá del meridiano 82, ya que en aquel entonces el mar territorial era de 3 millas ni existía el concepto de zona económica exclusiva, por lo tanto no podía fallar en algo que no existía,en aquel tiempo nadie podía autorizar espacios marítimos porque ese concepto era inexistente

El 13 de diciembre de 2007, la Corte Internacional de Justicia dio a conocer su sentencia sobre las excepciones preliminares de Colombia. En dicha resolución, la Corte estableció que el Tratado de 1928 y el Protocolo de 1930 eran válidos y que por lo tanto la soberanía de Colombia sobre las islas de San Andrés, Providencia y Santa Catalina eran incuestionables, porque su situación ya había sido resuelta. Sin embargo, la Corte estableció que en cambio sí está abierta cuestión sobre la soberanía de los Cayos Roncador, Serrana y Quitasueño, los cuales no están incluidos en el Tratado de 1928, por haber estado entonces en disputa entre Colombia y Estados Unidos y, asimismo, dejó abierto el tema sobre la delimitación de áreas marinas y submarinas entre los dos países. La decisión de la Corte fue celebrada por las dos naciones: por Colombia porque vio confirmada su soberanía tradicional sobre sus islas y por Nicaragua porque vio abiertas las posibilidades de ampliar sus fronteras marítimas. El presidente Álvaro Uribe Vélez declaró que Colombia seguirá ejerciendo su soberanía sobre los Cayos porque el país tiene documentos históricos legales que acreditan a Colombia como el país al cual pertenecen, así como principios judiciales sólidos que establecen el meridiano 82° O de Grenwich como la frontera entre ambas naciones. Por su parte, Daniel Ortega invitó al gobierno colombiano a acatar la decisión de la Corte. Para algunos analistas de ambos países, el tema sobre la delimitación de áreas marinas y submarinas y la soberanía sobre los Cayos Roncador, Serrana y Quitasueño puede ser resuelto en negociaciones directas entre los dos países sin necesidad de acudir a la Corte.
El 19 de noviembre de 2012 la Corte Internacional de Justicia dictó sentencia sobre la demanda que presentó Nicaragua contra Colombia. Dicho fallo provocó que Colombia perdiera el control sobre una importante porción de superficie marítima al oriente del meridiano 82°, que la Corte reconoció como de soberanía nicaragüense, aunque otorga a la jurisdicción de Colombia una lengua a la latitud de las islas de San Andrés y Providencia, del mismo modo que dos enclaves marinos de un radio de 12 millas náuticas alrededor de los cayos de Quitasueño y Serrana, los que estarán encerrados por aguas nicaragüenses.